# Gefechtsverband Kuhlmey

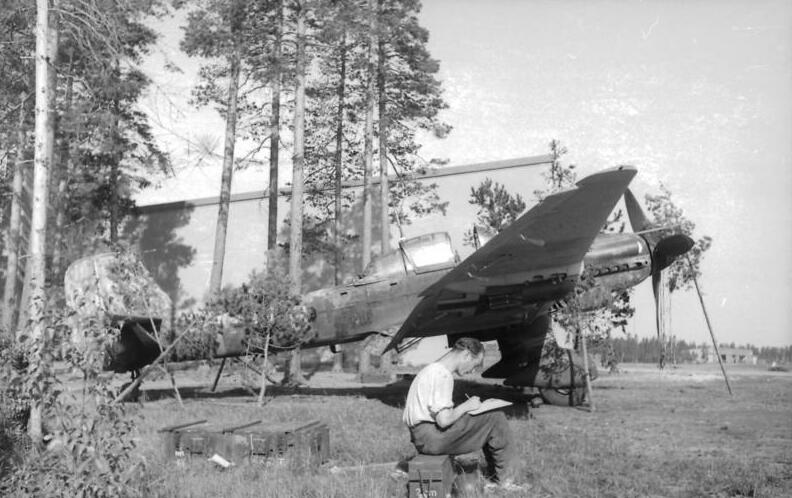
Eine Ju 87D-5, der 1./SG 3 in Immola (21. Juni 1944)

Der Gefechtsverband Kuhlmey (benannt nach Oberstleutnant Kurt Kuhlmey, dem damaligen Kommodore des Schlachtgeschwaders 3) war im Zweiten Weltkrieg ein aus mehreren Einheiten der Luftwaffe zusammengestellter Gefechtsverband, der von Juni bis August 1944 existierte und in Finnland operierte. Er unterstützte die finnischen Streitkräfte bei der Abwehr eines Großangriffs der Roten Armee auf der Karelischen Landenge (Wyborg-Petrosawodsker Operation). Die finnische Bezeichnung des Verbandes lautet: Lento-osasto Kuhlmey.
Als der Angriff der Roten Armee am 9. Juni 1944 begann, bat Marschall Mannerheim aufgrund der kritischen Lage Deutschland um Hilfe. Daraufhin schickte Adolf Hitler am 12. Juni den Gefechtsverband nach Finnland, wo er am 16. Juni auf dem Flugplatz in Immola (heute ein Teil von Imatra) eintraf. Ergänzt wurde der Verband durch bereits in Petsamo stationierte Verbände. Somit stand der gesamte Flugplatz dem Gefechtsverband zur Verfügung. Die Flugzeuge operierten rund um die Uhr, 10–15 km hinter den sowjetischen Kampflinien. Die Zielzuweisung geschah durch die finnische Führung.
Die Einheit führte in den fünf Wochen andauernden Kämpfen auf der Karelischen Landenge 1242 Stuka- und Jaboeinsätze und die Jäger 702 Einsätze in Freier Jagd durch. Dabei wurden 577 Tonnen Bomben abgeworfen, etwa 150 gegnerische Maschinen abgeschossen, und etwa 200 Panzer sowie Brücken und Versorgungstransporte zerstört. 23 Piloten der Einheit starben und 24 wurden schwer verletzt. Die Einheit selbst verlor 41 Maschinen als Totalverlust, davon 27 Maschinen im Kampf.
Zum Flugverband gehörten in der Regel 60 bis 70 Flugzeuge, die genaue Stärke in den einzelnen Einsätzen variierte jedoch je nach Verfügbarkeit bedingt durch Verluste sowie Nachschub und Truppenstärke.
Aus Finnland wurde der Verband mit folgenden Abteilungen und Maschinen ergänzt:
- I./SG 3: 33 Stuka Junkers Ju 87 D5
- II./JG 54 (4. und 5. Staffel): 29–62 Jagdflugzeuge Focke-Wulf Fw 190 A-6 von Estland.
- I./SG 5 (1. Staffel): 16 Jagdbomber Focke-Wulf Fw 190 F-3 und F-8 aus Alakurtti.
- Teile NaGr 5 (Nahaufklärergruppe 5): 8 Aufklärungsflugzeuge Messerschmitt Bf 109 G-8
- sowie eine Transportmaschinengruppe TGr. 10, aus 35 Savoia-Marchetti SM.81/AR, sowie einer Anzahl von Transport-, Verbindung- und Aufklärungsmaschinen.

Der größte Teil des Verbandes wurde am 23. Juli 1944 aus Finnland abgezogen. Die I./SG 5 blieb bis zum 13. August 1944.
Auf dem Flugplatz in Immola wurde zum Gedenken an den Gefechtsverband Kuhlmey am 23. Juli 1994 ein Gedenkstein eingeweiht.